# Saint-Quentin-en-Tourmont
Pour les articles homonymes, voir Saint-Quentin (homonymie).
Saint-Quentin-en-Tourmont est une commune française située dans le département de la Somme, en région Hauts-de-France.
Depuis juillet 2020, la commune fait partie du parc naturel régional Baie de Somme - Picardie maritime. Elle est, depuis 2022, la quatrième commune de la Somme à être labellisée Station Verte.
La commune fait partie des villages labellisés Pays d'art et d'histoire qui œuvrent à mettre en avant leur patrimoine,.

## Géographie

### Localisation
Saint-Quentin-en-Tourmont est un village balnéaire et touristique située au sein de la région naturelle du Marquenterre et du pays du Ponthieu. 
Limitrophe de Rue, la localité est située à 26 km au nord-ouest d'Abbeville et à 66 km au nord-ouest d'Amiens à vol d'oiseau.
Le territoire de la commune est limitrophe de ceux de trois communes.
Les communes limitrophes sont  Le Crotoy, Quend et Rue.

### Géologie et relief
Entre le village et la mer s'élèvent des collines de sable : les dunes. Les monts séparés s'appellent les « crocs » mot parfois écrit " les crocqs ", dérivé du flamand " crinc " = " obstacle ".

### Hydrographie

#### Réseau hydrographique
La commune est située dans le bassin Artois-Picardie. Elle est drainée par le canal du Marquenterre, la Course de froise, la Course du village, le Bout des Crocs, le canal du marquenterre, le canal jeanson et divers autres petits cours d'eau.
La Maye, d'une longueur de 38 km, prend sa source dans la commune de Fontaine-sur-Maye,à l'altitude de 40 mètres, et se jette  dans la baie de Somme en limite des communes de  sur la commune et du Crotoy, après avoir traversé dix communes. Les caractéristiques hydrologiques de la Maye sont données par la station hydrologique située sur la commune. Le débit moyen mensuel est de 1,01 m3/s. Le débit moyen journalier maximum est de 5,17 m3/s, atteint lors de la crue du 1er avril 2001. Le débit instantané maximal est quant à lui de 7,3 m3/s, atteint le 11 mai 2001.
Le canal du Marquenterre, d'une longueur de 11 km, prend sa source dans la commune de Quend et se jette  dans le canal de la Maye au niveau du port de plaisance du Crotoy, après avoir traversé quatre communes.

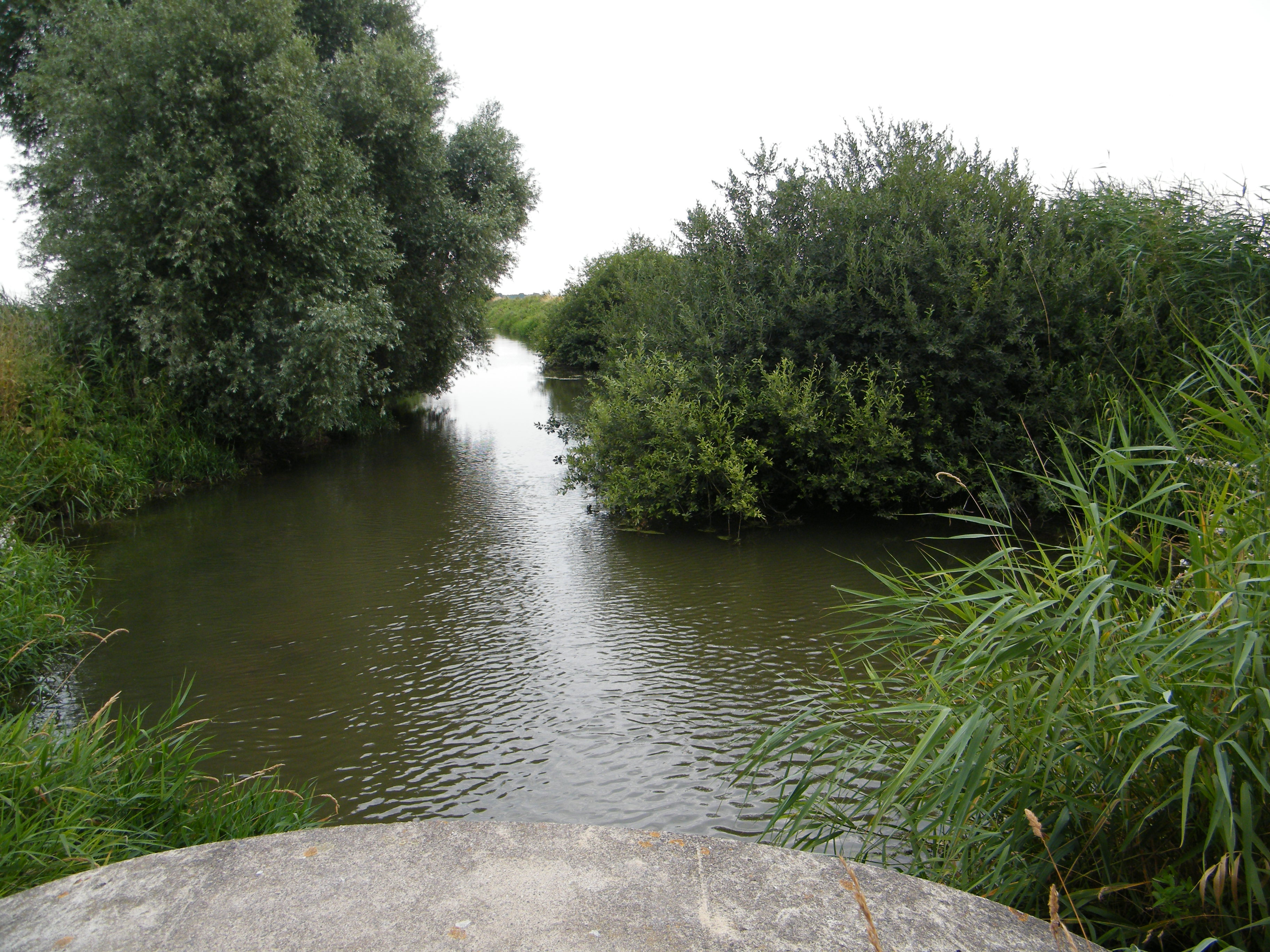
La Maye.
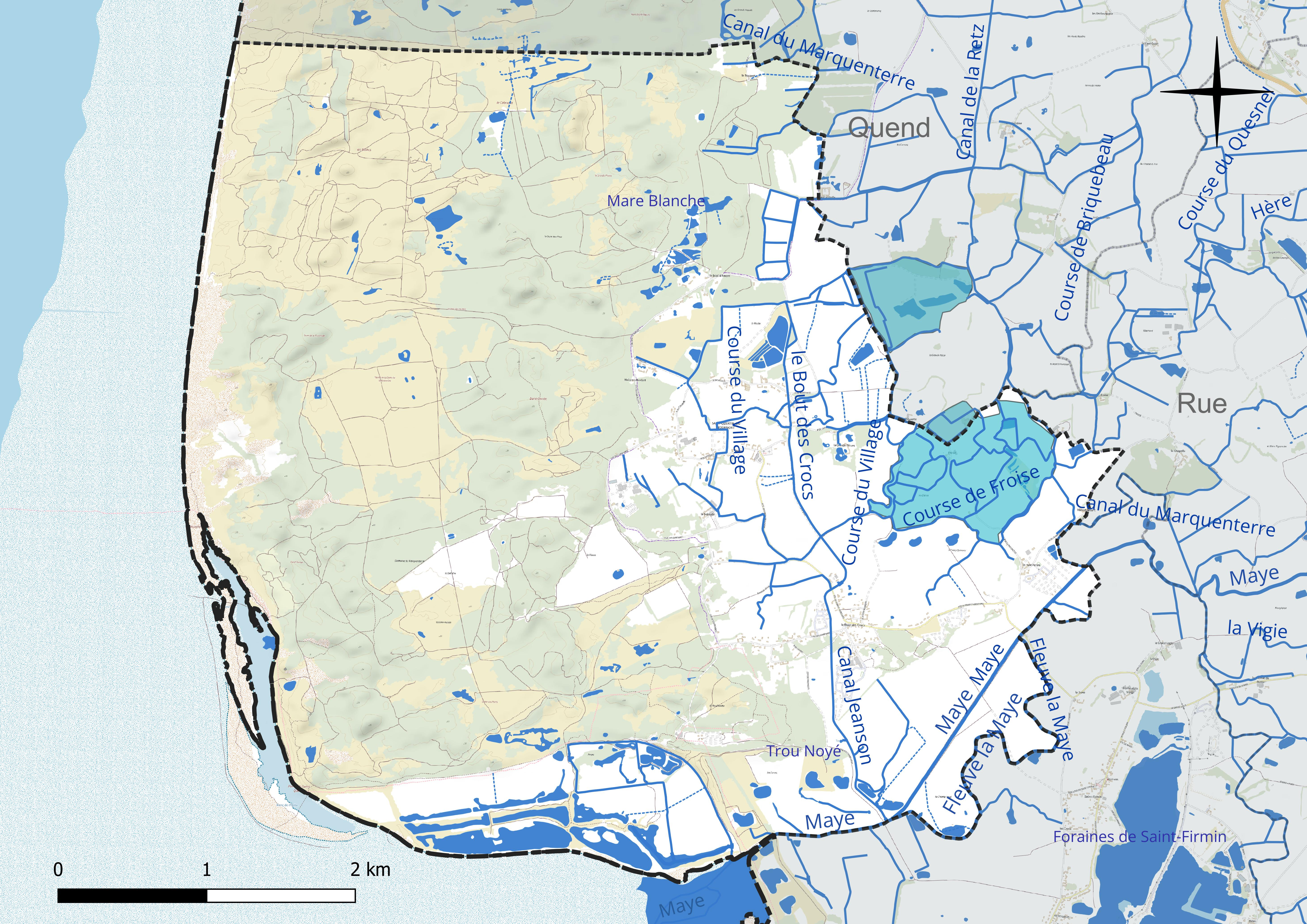
Réseau hydrographique de Saint-Quentin-en-Tourmont.

Deux plans d'eau complètent le réseau hydrographique : la mare Blanche (0,4 ha) et Trou Noyé (0 ha),.

#### Gestion et qualité des eaux
Le territoire communal est couvert par le schéma d'aménagement et de gestion des eaux (SAGE) « Somme aval et Cours d'eau côtiers ». Ce document de planification concerne un territoire de 1 835 km2 de superficie, délimité par le bassin versant de la Somme canalisée. Le périmètre a été arrêté le 29 avril 2010 et le SAGE proprement dit a été approuvé le 6 août 2019. La structure porteuse de l'élaboration et de la mise en œuvre est le syndicat mixte d'aménagement hydraulique du bassin versant de la Somme (AMEVA).
La qualité des cours d'eau peut être consultée sur un site dédié géré par les agences de l'eau et l'Agence française pour la biodiversité.

### Climat
Pour des articles plus généraux, voir Climat des Hauts-de-France et Climat de la Somme.
En 2010, le climat de la commune est de type climat océanique franc, selon une étude du CNRS s'appuyant sur une série de données couvrant la période 1971-2000. En 2020, Météo-France publie une typologie des climats de la France métropolitaine dans laquelle la commune est exposée à un climat océanique et est dans la région climatique Côtes de la Manche orientale, caractérisée par un faible ensoleillement (1 550 h/an) ; forte humidité de l'air (plus de 20 h/jour avec humidité relative > 80 % en hiver), vents forts fréquents.
Pour la période 1971-2000, la température annuelle moyenne est de 10,6 °C, avec une amplitude thermique annuelle de 13 °C. Le cumul annuel moyen de précipitations est de 793 mm, avec 12,5 jours de précipitations en janvier et 8,1 jours en juillet. Pour la période 1991-2020, la température moyenne annuelle observée sur la station météorologique la plus proche, située sur la commune de Cayeux-sur-Mer à 13 km à vol d'oiseau, est de 11,4 °C et le cumul annuel moyen de précipitations est de 761,1 mm,. Pour l'avenir, les paramètres climatiques de la commune estimés pour 2050 selon différents scénarios d'émission de gaz à effet de serre sont consultables sur un site dédié publié par Météo-France en novembre 2022.

### Milieux naturels et biodiversité
- La réserve naturelle nationale de la Baie de Somme.

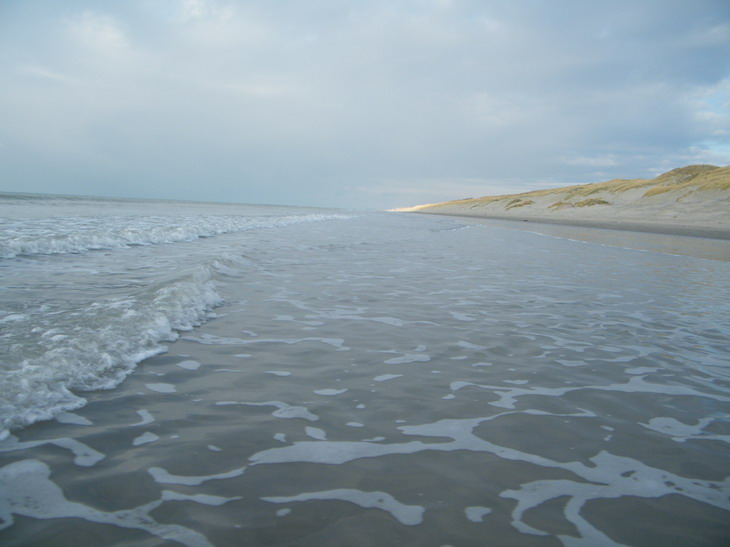
Des kilomètres de plage de sable fin accessible après avoir parcouru un sentier de près de 4 km.
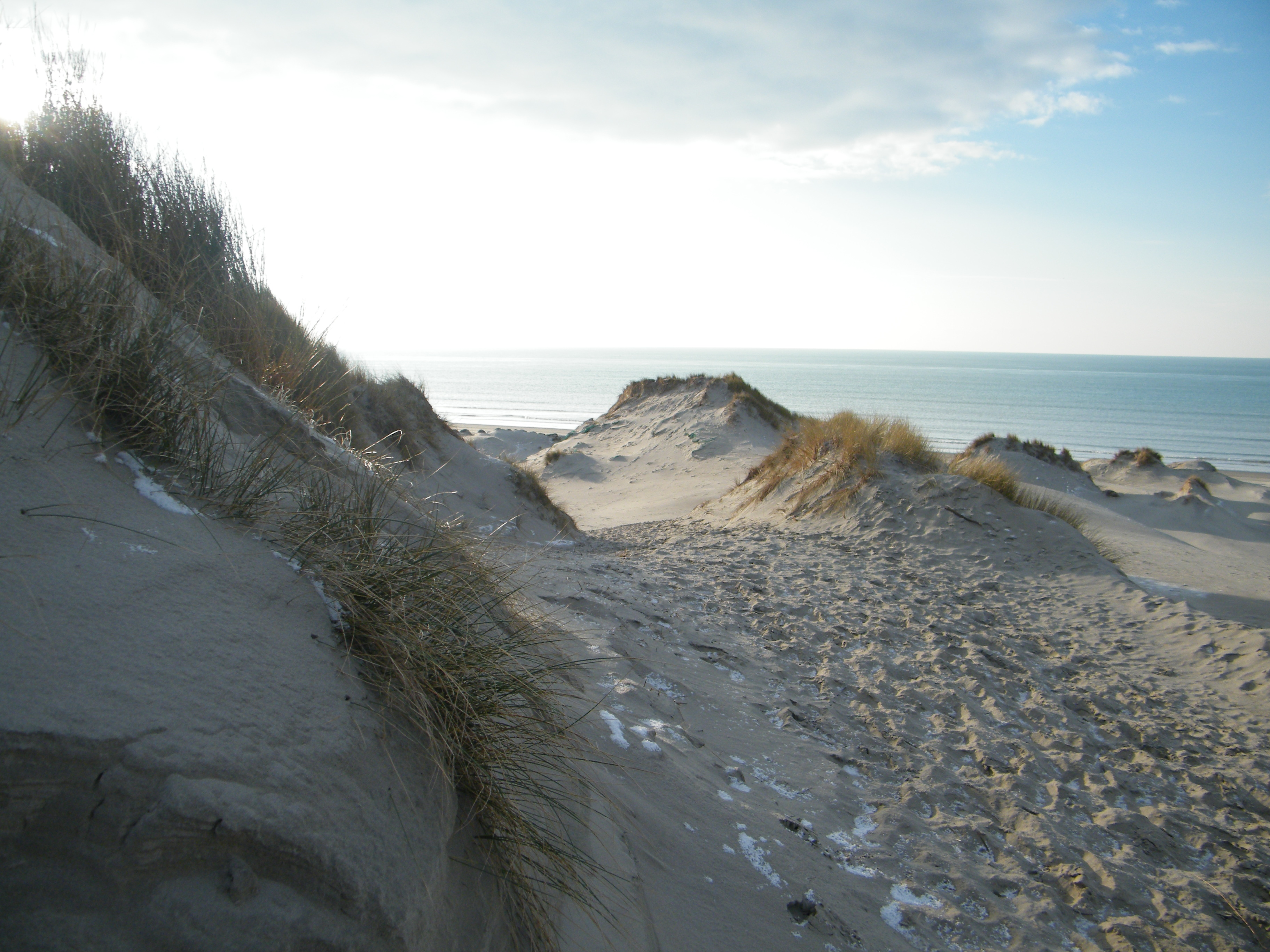
L'action du vent a façonné la crête des dunes en « crocs ».
Oyats, dune blanche, dune grise et pinède forment un rempart bien fragile, souvent remis en cause face aux violentes marées d'équinoxe.
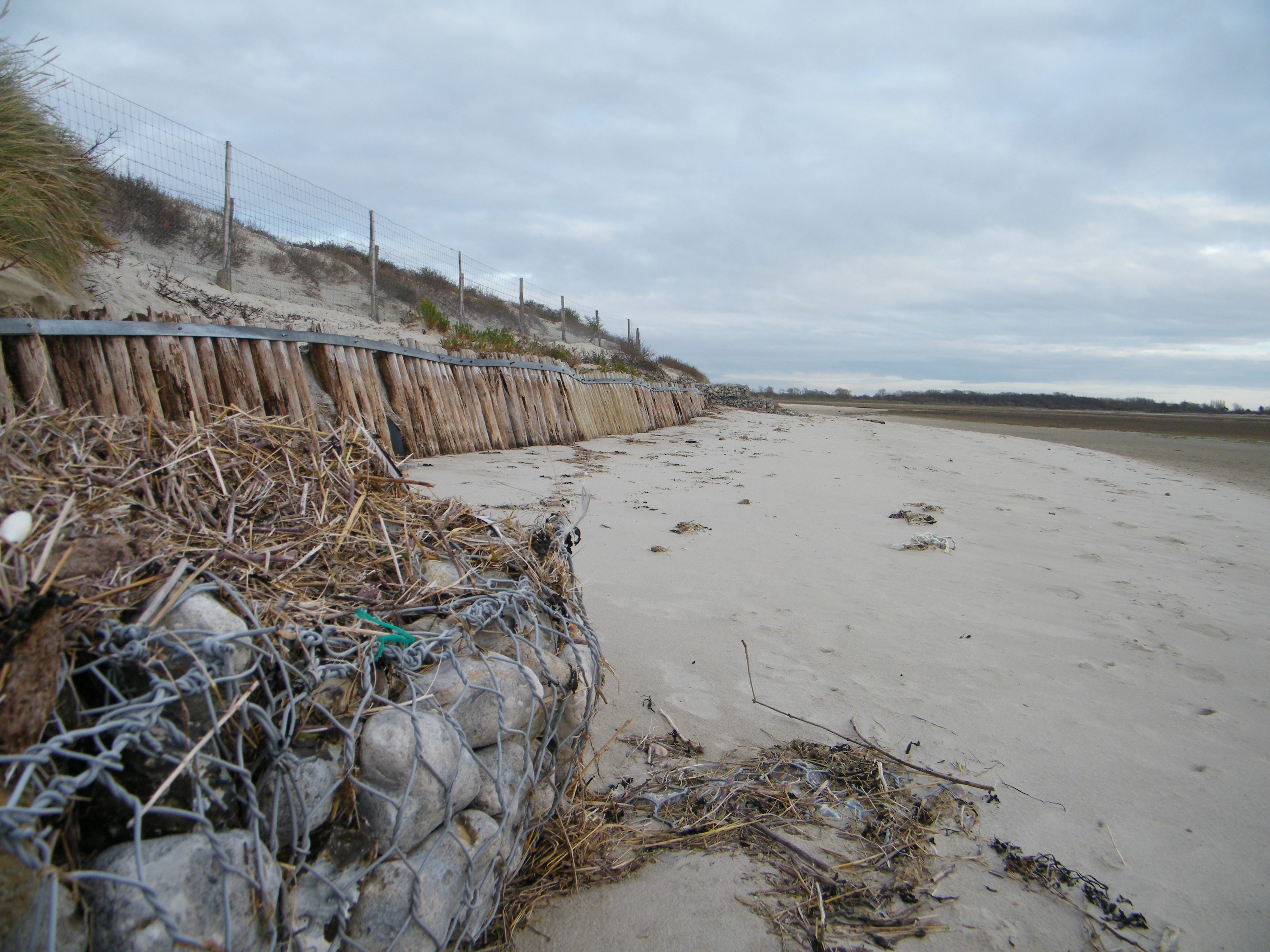
La préservation des digues du parc du Marquenterre nécessite des confortements réguliers.
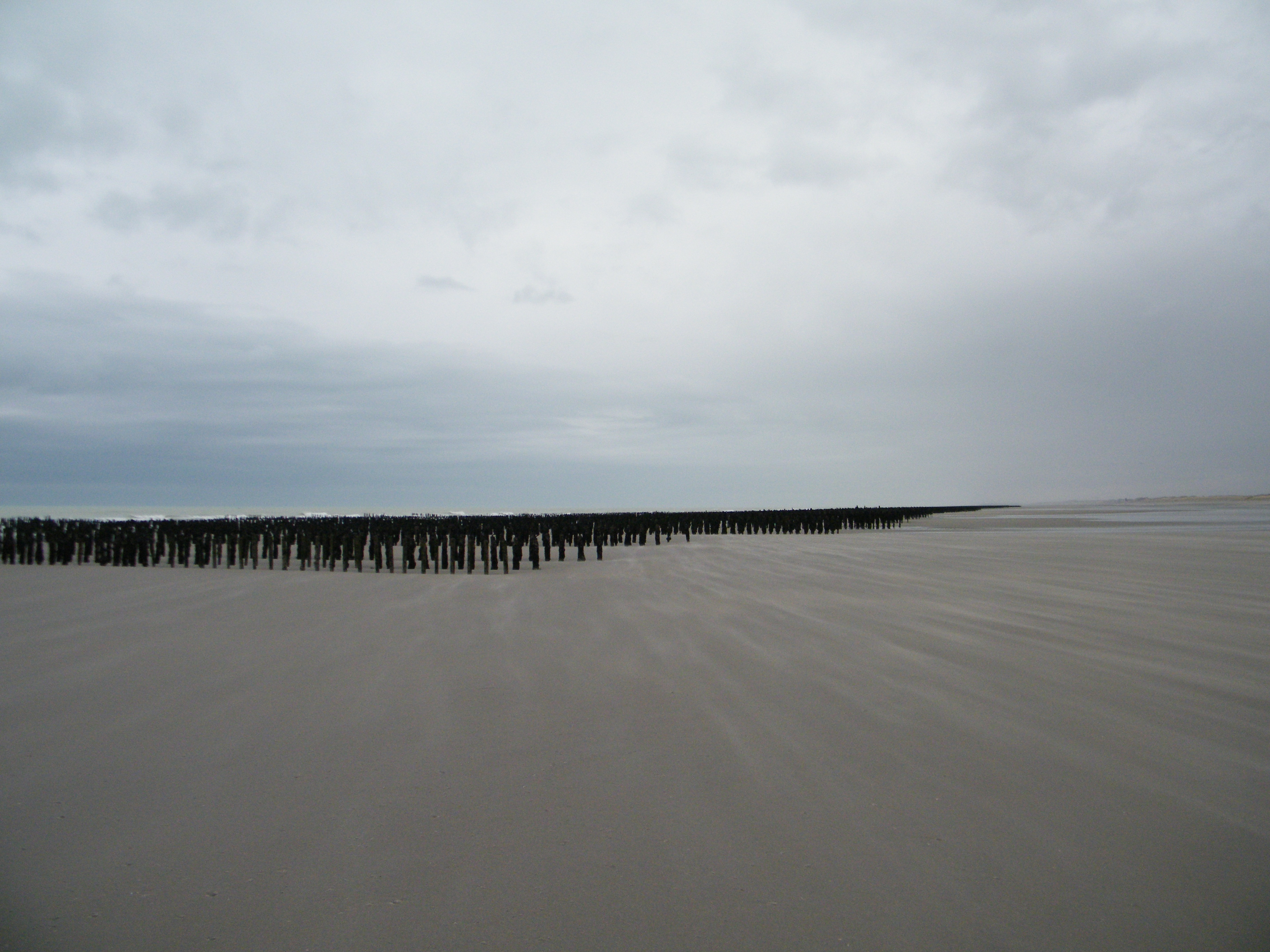
Une armée de pieux pour les moules de bouchots.
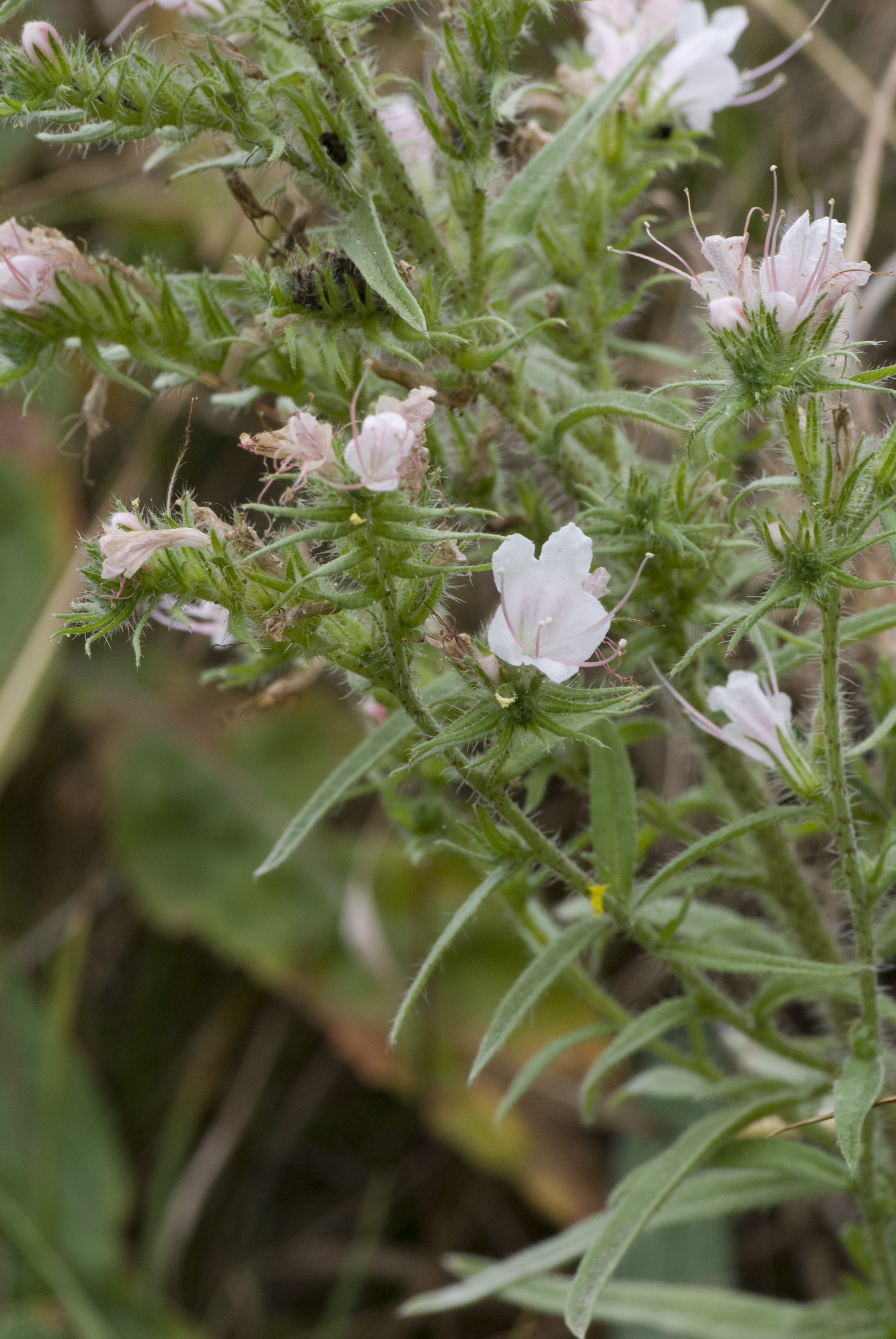
Vipérine commune
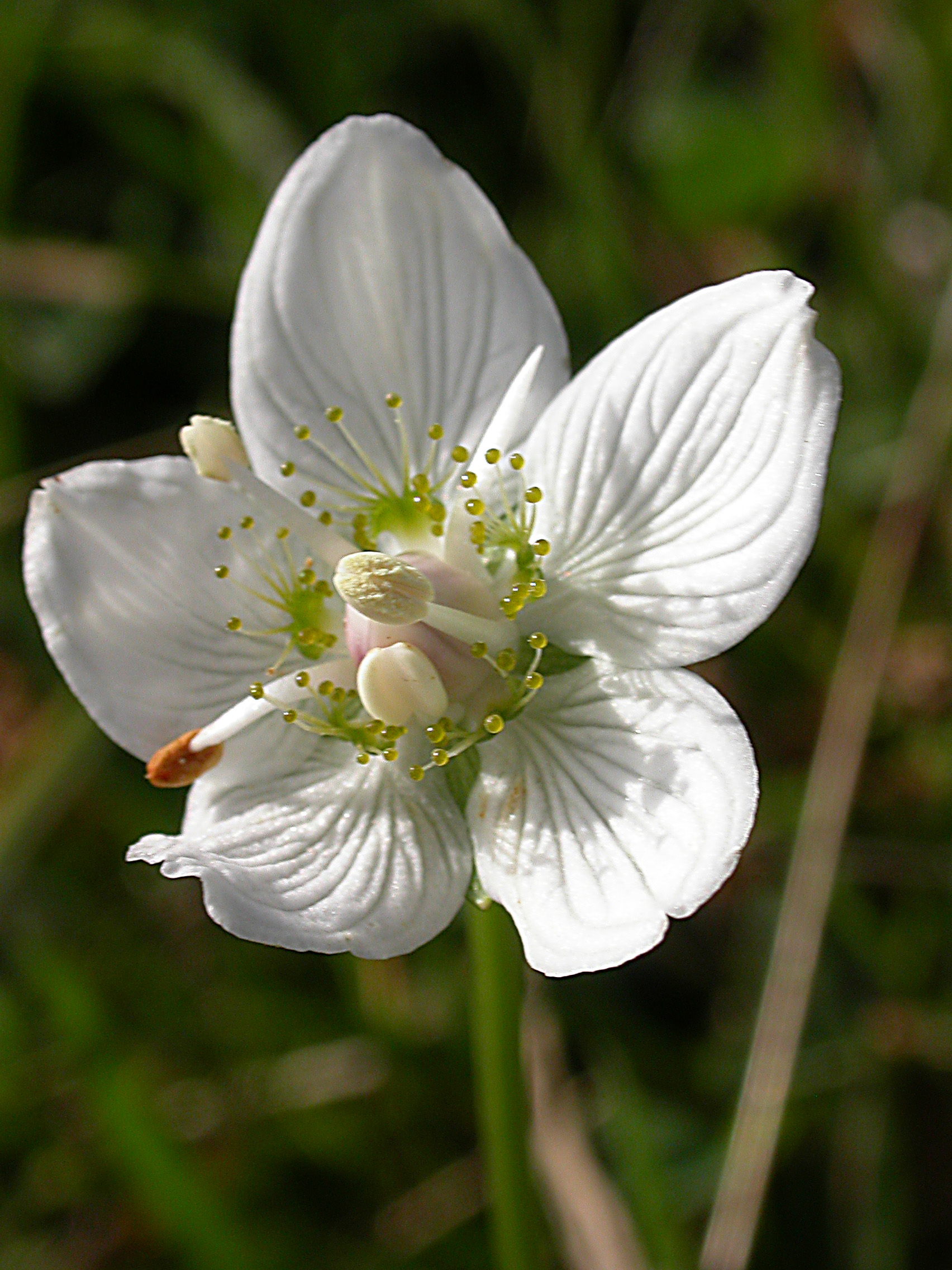
Parnassie des marais

## Urbanisme

### Typologie
Au 1er janvier 2024, Saint-Quentin-en-Tourmont est catégorisée commune rurale à habitat dispersé, selon la nouvelle grille communale de densité à sept niveaux définie par l'Insee en 2022.
Elle est située hors unité urbaine et hors attraction des villes,.
La commune, bordée par la Manche, est également une commune littorale au sens de la loi du 3 janvier 1986, dite loi littoral. Des dispositions spécifiques d'urbanisme s'y appliquent dès lors afin de préserver les espaces naturels, les sites, les paysages et l'équilibre écologique du littoral, tel le principe d'inconstructibilité, en dehors des espaces urbanisés, sur la bande littorale des 100 mètres, ou plus si le plan local d'urbanisme le prévoit.

### Occupation des sols
L'occupation des sols de la commune, telle qu'elle ressort de la base de données européenne d'occupation biophysique des sols Corine Land Cover (CLC), est marquée par l'importance des forêts et milieux semi-naturels (57,8 % en 2018), une proportion sensiblement équivalente à celle de 1990 (57,7 %). La répartition détaillée en 2018 est la suivante :
forêts (30,6 %), milieux à végétation arbustive et/ou herbacée (23,6 %), terres arables (18,1 %), prairies (13,9 %), zones humides intérieures (4,2 %), espaces ouverts, sans ou avec peu de végétation (3,7 %), zones agricoles hétérogènes (3,2 %), eaux maritimes (2,2 %), zones humides côtières (0,6 %). L'évolution de l'occupation des sols de la commune et de ses infrastructures peut être observée sur les différentes représentations cartographiques du territoire : la carte de Cassini (XVIIIe siècle), la carte d'état-major (1820-1866) et les cartes ou photos aériennes de l'IGN pour la période actuelle (1950 à aujourd'hui).
Pendant les années 1960, le territoire communal s'est vu augmenter de 200 hectares par la poldérisation d'une partie de la baie de Somme à l'initiative d'un grand propriétaire foncier,. Le conservatoire du littoral a acquis 180 ha de cette renclôture sur le domaine public maritime en 1986 pour  environ 1 500 000 euros. Le site est géré par le syndicat Mixte Baie de Somme Grand Littoral Picard.

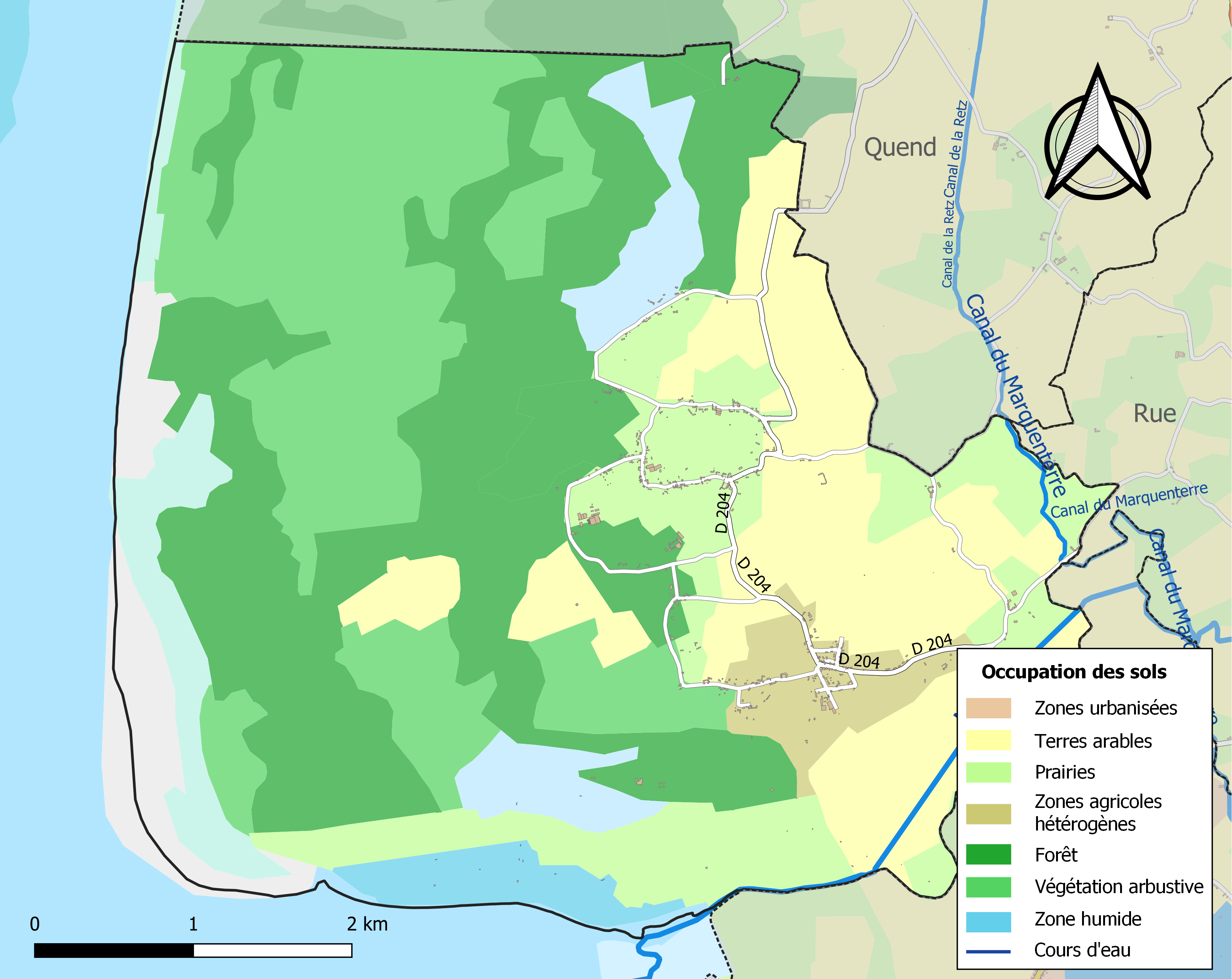
Carte des infrastructures et de l'occupation des sols de la commune en 2018 (CLC).

### Lieux-dits, hameaux et écarts
Le Bout des Crocs, le Bout d'Amont, la Haie Penée constituent des éléments différenciés de la géographie locale.

### Habitat et logement
En 2019, le nombre total de logements dans la commune était de 245, alors qu'il était de 230 en 2014 et de 220 en 2009.
Parmi ces logements, 52,5 % étaient des résidences principales, 38,3 % des résidences secondaires et 9,2 % des logements vacants. Ces logements étaient pour 98,4 % d'entre eux des maisons individuelles et pour 0,4 % des appartements.
Le tableau ci-dessous présente la typologie des logements à Saint-Quentin-en-Tourmont en 2019 en comparaison avec celle de la Somme et de la France entière. Une caractéristique marquante du parc de logements est ainsi une proportion de résidences secondaires et logements occasionnels (38,3 %) supérieure à celle du département (8,3 %) et à celle de la France entière (9,7 %). Concernant le statut d'occupation de ces logements, 70,6 % des habitants de la commune sont propriétaires de leur logement (66,4 % en 2014), contre 60,2 % pour la Somme et 57,5 pour la France entière.
| Typologie                                               | Saint-Quentin-en-Tourmont | Somme | France entière |
| ------------------------------------------------------- | ------------------------- | ----- | -------------- |
| Résidences principales (en %)                           | 52,5                      | 83,2  | 82,1           |
| Résidences secondaires et logements occasionnels (en %) | 38,3                      | 8,3   | 9,7            |
| Logements vacants (en %)                                | 9,2                       | 8,5   | 8,2            |

L'importance du parc de résidences secondaires de la commune rend difficile pour les jeunes locaux de se loger, ainsi que le note en 2022 le maire de la commune :  «  Les jeunes ne peuvent plus s'installer dans la région. Ils partent car les prix de l'immobilier deviennent beaucoup trop chers. La taxation des résidences secondaires ne peut être qu'un atout pour les communes  ».

### Voies de communication et transports
En 2019, la localité est desservie par les autocars du réseau Trans'80, chaque jour de la semaine, sauf le dimanche.

### Risques naturels et technologiques
La commune présente un risque de submersion marine.
Elle est également confrontée à l'érosion du littoral, aggravée par le réchauffement climatique et la pression humaine, et est soumise depuis 2022 à l'obligation de prendre des mesures pour lutter contre les conséquences du retrait du trait de côte, bien que la commune, qui compte 14 km de trait de côte, dispose de digues de sables de 80 mètres de largeur et 30 mètres de hauteur, qui protègent le village situé à 3 km de la mer. La commune est ainsi astreinte à faire réaliser des cartes du risque de recul du littoral à 30 ans (où les constructions nouvelles seront interdites, avec des exceptions pour l'extension de bâtiments existants ou l'installation de services publics et de nouvelles activités économiques nécessitant la «proximité immédiate» de la mer) et à 100 ans,.

## Toponymie
Le nom de la localité est attesté sous les formes Tauri mons juxta mare (986) ; S. Quintinus (1100) ; Horsmer (1190) ; Tormunt (1197) ; Tormont (1210) ; S. Quintinus de Tormont (1217) ; Tormont en Marquenterre (1251) ; Tourmont (1595) ; S. Quentin en Tourmond (1698) ; S. Quintin (1710) ; S. Quentin (1733) ; Tormont S. Quentin (1736) ; S. Quentin en Tourmont (1757) ; S. Quentin en Turmont (1764) ; S. Quentin près Quend (1766) ; S. Quentin en Tournemont (1771).
Saint-Quentin est un hagiotoponyme qui fait référence à Quentin de Saint-Quentin qui aurait été un apôtre originaire de Rome, envoyé en Gaule du Nord, dans le courant de la seconde moitié du IIIe siècle, pour l'évangéliser. L'église de la commune lui est dévouée.
Le village est désigné par les expressions latines Tauri mons juxta mare en 986 (« Mont Taurus au bord de la mer »)  et Villa de Torto Monte en 1257 (« Montagne plate »).

## Histoire

### Moyen Âge
- Au IXe siècle, le village est plus près de la mer et a un port. La mer s'est retirée peu à peu et l'envahissement des sables a forcé le village à reculer[5].
- En 1199, Guillaume III, comte du Ponthieu remet par lettre faite à Rue, la charte de commune du Marquenterre[39].
- 1256. Les moines de Forest-Montiers sont propriétaires de la vicomté de Tourmont en Marquenterre. Ils la cèdent au comte du Ponthieu qui leur donne en échange une partie de la forêt de Crécy appelée les Écanges[40].
- La reine de Castille, Jeanne de Dammartin, comtesse de Ponthieu, se réserve, en 1257, les baleines échouées sur la côte et les lapins de l'intérieur[41].

### Temps modernes
- Lors du désastre que connait « l'Invincible Armada » en 1588 lors de la guerre anglo-espagnole de 1585-1604, un navire s'échoue dans la région des dunes de Saint-Quentin. Son épave rejoint celles d'autres embarcations de différentes époques dont le secteur est très parsemé[42].
- Le curé indique en 1728 que le tiers de sa dîme est perdu par suite de l'invasion des champs par le sable[43].
- En 1786, les habitants en sont déjà à leur troisième église et le village avait été chassé par les sables et reconstruit plus loin[43].

### Révolution française et Empire
- 1791. La commune médiévale du Marquenterre, créée par une charte communale de 1190 est dissoute et donne naissance aux communes actuelles de Quend et de Saint-Quentin-en-Tourmont[44].
- À la fin du XVIIIe siècle, un navire chargé de lingots d'or s'ensable et s'enfonce à la pointe de Saint-Quentin. Il disparaît sous plusieurs mètres de sable. Il y est encore[45].
- Le 7 février 1812, une baleine s'échoue à la pointe de Saint-Quentin. Plus de trente chariots, attelés chacun de quatre chevaux, emportent les morceaux découpés. On tire environ 4 000 litres d'huile de la graisse fondue[41].

### Époque contemporaine
- Pour la défense côtière et le contrôle de l'entrée de la baie, côté nord, une batterie était installée à la pointe dite de Saint-Quentin-Vieille église (mentionnée sur les cartes d'époque[46]).
- 1849. Comme dans toutes les communes de France, la totalité de la population masculine majeure peut, pour la première fois, voter grâce à l'instauration du suffrage universel par la Deuxième République. Néanmoins, les femmes ne se voient reconnaitre leur droit de vote qu'en 1945, après la Libération de la France. 
Voici la répartition (en nombre) de quelques patronymes des 94 électeurs[47] :

| Caron | Courtois | Dufour | Granger | Lœillet | Réveillon | Milan | Nicolé | Vagogne | Thiébault | Vignol |
| 3     | 2        | 9      | 1       | 2       | 3         | 2     | 2      | 3       | 1         | 1      |

- En 1860 et depuis 40 ans, des oyats sont arrachés en bord de mer. Ils sont envoyés à Rue pour la fabrication de paillassons par plusieurs dizaines de personnes sous la direction d'un dénommé Jaspert, ouvrier belge[48].
- Au début du XXe siècle, l'industrie n'était représentée que par un moulin à vent, à peine utilisé[5].
- Pendant l'occupation allemande durant la Deuxième Guerre mondiale, une « piste en ciment » est réalisée de manière à faciliter l'accès à la mer pour les véhicules. Des blockhaus et des éléments de défense contre une éventuelle offensive alliée sont construits dans les dunes[28].
- Dans les années 1950, l'apparition de la myxomatose détruit le lapin de garenne qui freinait grandement les tentatives de fixation des dunes. Les plantations de pins modifient alors le paysage de manière importante[30].

## Politique et administration

### Rattachements administratifs et électoraux

#### Rattachements administratifs
La commune se trouve dans l'arrondissement d'Abbeville du département de la Somme.
Elle faisait partie depuis 1793 du canton de Rue. Dans le cadre du redécoupage cantonal de 2014 en France, cette circonscription administrative territoriale a disparu, et le canton n'est plus qu'une circonscription électorale.

#### Rattachements électoraux
Pour les élections départementales, la commune fait partie depuis 2014 d'un nouveau canton de Rue
Pour l'élection des députés, elle fait partie de la troisième circonscription de la Somme.

### Intercommunalité
Saint-Quentin-en-Tourmont était membre de la communauté de communes Authie-Maye, un établissement public de coopération intercommunale (EPCI) à fiscalité propre créé en 2007 et auquel la commune avait transféré un certain nombre de ses compétences, dans les conditions déterminées par le code général des collectivités territoriales.
Dans le cadre des dispositions de la loi portant nouvelle organisation territoriale de la République du 7 août 2015, qui prévoit que les établissements publics de coopération intercommunale (EPCI) à fiscalité propre doivent avoir un minimum de 15 000 habitants, cette intercommunalité a fusionné avec ses voisines  pour former, le 1er janvier 2017, la communauté de communes Ponthieu-Marquenterre dont est désormais membre la commune.

### Liste des maires
| Période                                  | Période                       | Identité           | Étiquette | Qualité     |
| ---------------------------------------- | ----------------------------- | ------------------ | --------- | ----------- |
| Les données manquantes sont à compléter. |                               |                    |           |             |
| 1908                                     | 1908                          | Alexandre Louchard |           |             |
| 1928                                     | 1928                          | Étienne Gastoy     |           |             |
| 1943                                     | 1943                          | Étienne Gastoy     |           |             |
| 1945                                     | 1965                          | Frédéric Grenier   |           | Commerçant  |
| Les données manquantes sont à compléter. |                               |                    |           |             |
| mars 1989                                | 1995                          | Roger Fauchâtre    |           | Agriculteur |
| mars 1995                                | 2001                          | Jean-Marie Demets  |           |             |
| mars 2001                                | juillet 2020                  | Émile Riquet,      |           | Agriculteur |
| juillet 2020                             | En cours (au 6 décembre 2022) | Francis Gouesbier  |           |             |

### Distinctions et labels
En 2020, Saint-Quentin-en-Tourmont, est la quatrième commune de la Somme à être reconnue Station verte après Poix-de-Picardie, Mers-les-Bains et Rue.
Classement au concours des villes et villages fleuris : une fleur récompense en 2015 les efforts locaux en faveur de l'environnement. En 2022, la commune est reconnue par le département pour son fleurissement remarquable, et espère obtenir à nouveau une Première fleur au concours national en 2023.
En 2022, la commune a également obtenu le prix de la biodiversité.
Les zones humides locales constituent une partie du site Ramsar de la Baie de Somme et des marais arrière-littoraux (28 communes) dont l'avifaune atteint 365 espèces d'oiseaux sur plus de 19 000 hectares.

## Équipements et services publics

### Enseignement
Le village n'a plus d'école.
Les enfants sont accueillis au Crotoy où un regroupement pédagogique concentré a été construit. La suite de la scolarité peut se faire au collège de Rue et au lycée d'Abbeville.

## Population et société

### Démographie
L'évolution du nombre d'habitants est connue à travers les recensements de la population effectués dans la commune depuis 1793. Pour les communes de moins de 10 000 habitants, une enquête de recensement portant sur toute la population est réalisée tous les cinq ans, les populations de référence des années intermédiaires étant quant à elles estimées par interpolation ou extrapolation. Pour la commune, le premier recensement exhaustif entrant dans le cadre du nouveau dispositif a été réalisé en 2007.

En 2022, la commune comptait 295 habitants, en évolution de +1,72 % par rapport à 2016 (Somme : −1,26 %, France hors Mayotte : +2,11 %).
| 1793 | 1800 | 1806 | 1821 | 1831 | 1836 | 1841 | 1846 | 1851 |
| ---- | ---- | ---- | ---- | ---- | ---- | ---- | ---- | ---- |
| 349  | 368  | 595  | 361  | 328  | 354  | 357  | 352  | 355  |

| 1856 | 1861 | 1866 | 1872 | 1876 | 1881 | 1886 | 1891 | 1896 |
| ---- | ---- | ---- | ---- | ---- | ---- | ---- | ---- | ---- |
| 334  | 349  | 362  | 394  | 407  | 346  | 326  | 377  | 460  |

| 1901 | 1906 | 1911 | 1921 | 1926 | 1931 | 1936 | 1946 | 1954 |
| ---- | ---- | ---- | ---- | ---- | ---- | ---- | ---- | ---- |
| 480  | 497  | 440  | 410  | 362  | 338  | 339  | 350  | 318  |

| 1962 | 1968 | 1975 | 1982 | 1990 | 1999 | 2006 | 2007 | 2012 |
| ---- | ---- | ---- | ---- | ---- | ---- | ---- | ---- | ---- |
| 314  | 307  | 261  | 296  | 309  | 334  | 312  | 309  | 309  |

| 2017 | 2022 | - | - | - | - | - | - | - |
| ---- | ---- | - | - | - | - | - | - | - |
| 282  | 295  | - | - | - | - | - | - | - |

Le maximum de la population a été atteint en 1806 avec 595 habitants.

### Manifestations culturelles et festivités
- La transhumance des chevaux Henson en Baie de Somme, organisée par les Cavaliers de la Baie de Somme et d'Authie et l'Association du cheval Henson, habituellement appelée « Trans'Henson », constitue le plus grand rassemblement de cavaliers et de chevaux en liberté en France.
Sa 32e édition a lieu le 23 octobre 2022[62],[63].

## Économie

### Revenus de la population et fiscalité
En 2010, le revenu fiscal médian par ménage était de 16 279 €.

### Emploi
En 2009, la population de Saint-Quentin se répartissait ainsi : 69,2 % d'actifs et 30,8 % d'inactifs dont 8,2 % de retraités et 8,2 % d'élèves, d'étudiants et de stagiaires non rémunérés.
Le taux de chômage était de 11,6 %, inférieur à celui de 1999 (16,4 %).

### Entreprises et commerce

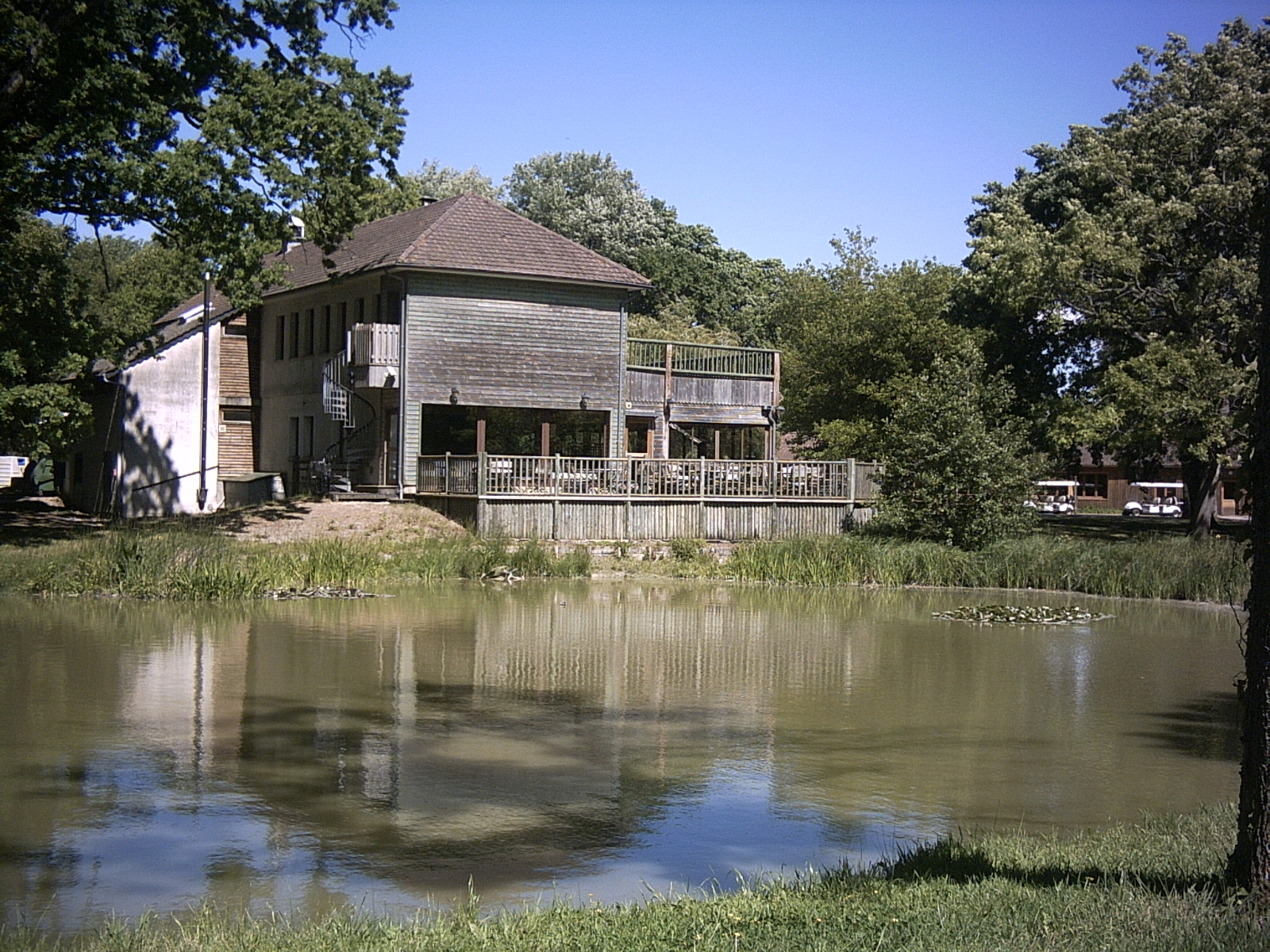
Le restaurant La Garinière.

L'activité économique du village est principalement orientée vers le tourisme, avec plus de trois mille lits (hôtels, gîtes, chambres d'hôtes…), un restaurant, des producteurs et artisans locaux, ainsi que la présence du parc ornithologique du Marquenterre qui constitue le premier site touristique de la côte picarde, ainsi que du centre équestre Henson Marquenterre.
On note ainsi : 
- création d'équipements extérieurs en bois, solutions végétales pour l'aménagement de milieux humides, aménagement d'espaces naturels pour le public ;
- chasse privée au gibier de plaine, gros gibier (sanglier, mouflon...) ;
- équitation (balades en attelage, randonnées en groupe avec des chevaux de race Henson) ;
- campings, gîtes, restauration ;
- vente de produits de la baie de Somme, tels que les escargots du Marquenterre[68]...

## Culture locale et patrimoine

### Lieux et monuments

#### Patrimoine bâti
- Église Saint-Quentin en brique et pierre, entourée du cimetière.
- Nombreuses voies douces pour les cyclistes, les piétons et les cavaliers. La liaison à Rue par une voie douce, le  vélomaritime,  est prévue en 2023[57].

#### Patrimoine naturel
- Le parc ornithologique du Marquenterre est situé sur la commune : 200 hectares de zones humides auxquels doivent s'ajouter les 3 000 hectares de la baie, en réserve. 
Créé en 1973, le parc a accueilli 170 478 visiteurs en 2011, année record. En 2012, c'est le pôle touristique payant le plus fréquenté de la Somme : plus de 150 000 entrées. Sur le site, 307 espèces d'oiseaux ont été recensées, presque la moitié des espèces européennes[30].

- Le sentier d'accès à la mer (3,6 km) débouche sur les parcs à moules de bouchots. Il peut être le point de départ d'une boucle de randonnée pédestre sur 16 km.

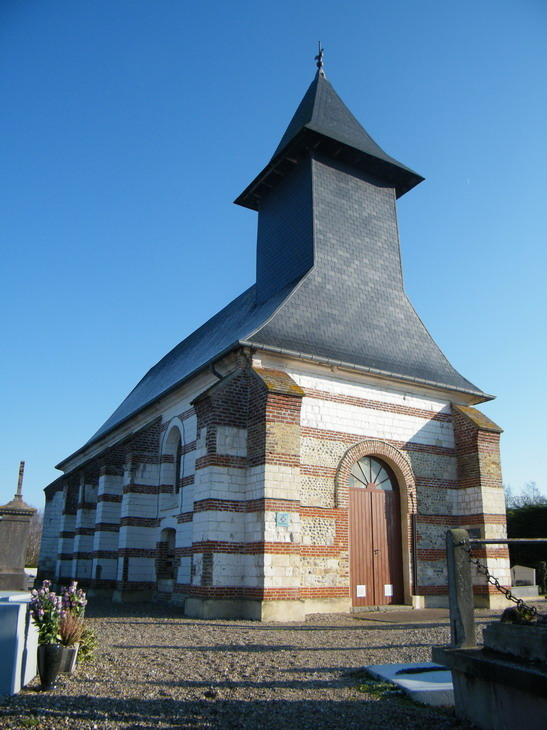
L'église paroissiale
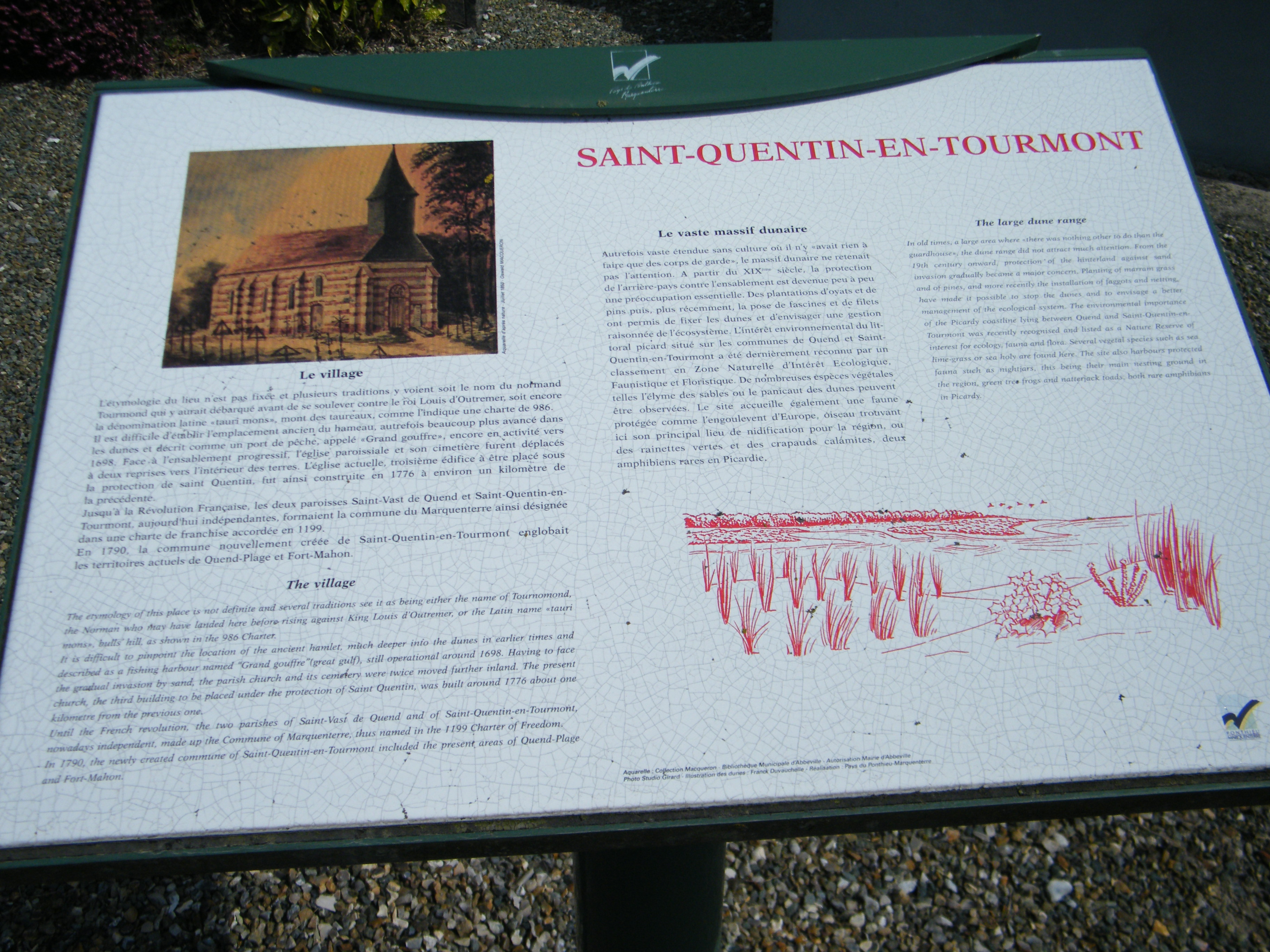
Église, panneau d'informations.
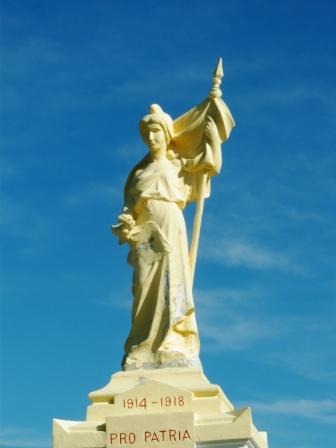
La partie supérieure du monument aux morts, devant l'église.
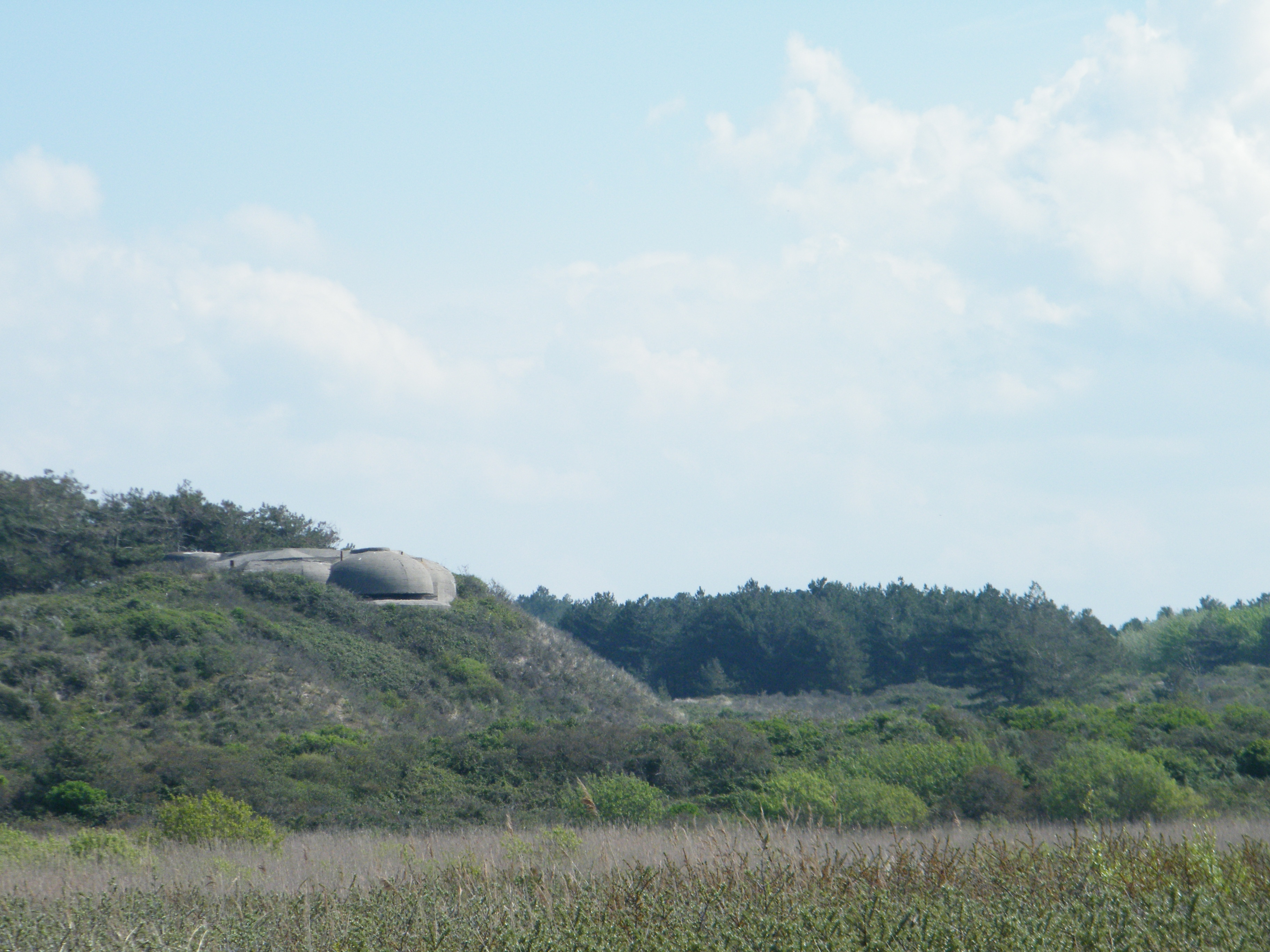
Blockhaus à la Pointe de Saint-Quentin.

### Personnalités liées à la commune
- Michel Jeanson (1913-2013), à l'origine de la renclôture (polder sur le domaine public maritime) qui l'a conduit ultérieurement (1973) à la création du parc ornithologique du Marquenterre[69],[29].
- François Sueur (1953-), ornithologue picard, auteur de plusieurs ouvrages et co-auteur du projet de réserve naturelle nationale de la baie de Somme[70].